# Jean Vidalon
Jean Vidalon (ur. 14 listopada 1869 w Cazaubon, zm. 27 lutego 1959) – generał broni armii francuskiej.

## Życiorys
Był synem Jeana (żandarma konnego) i Marie Talès.
W 1890 ukończył Akademię Wojskową w Saint Cyr, (73 promocja du Grand Triomphe) z lokatą 65 i został mianowany podporucznikiem piechoty morskiej.
Dowódca 63 Dywizji Piechoty, 37 Dywizji Piechoty, 11 Dywizji Piechoty i 13 Korpusu Armijnego. Dowódca wojsk francuskich w Maroku.
Dowodził 63 DP która została przekształcona w 1 Dywizję Strzelców Polskich. Dowództwo dywizji składało się z oficerów polskich i francuskich.

## Awanse
- generał brygady – 1917
- generał dywizji – 1924
- generał armii – 1928

## Ordery i odznaczenia
- Krzyż Wielki Legii Honorowej –  wręczony przez Prezydenta republiki Paul Doumer[1]
- Wielki Oficer Legii Honorowej – 23 kwietnia 1928, wręczony przez  marszałka Franchet d'Esperey[1]
- Komandor Legii Honorowej – 22 listopada 1924
- Oficer Legii Honorowej – 29 grudnia 1916, wręczony przez generała Nolleta[1]
- Kawaler Legii Honorowej – 12 lipca 1911, wręczony przez gen Faurie[1]
- Krzyż Srebrny Orderu Wojskowego Virtuti Militari nr 6057 –  Polska, 1921[3]